# Елізабет Беннет
Елізабет Беннет (англ. Elizabeth Bennet; для близьких іноді Еліза, англ. Eliza, Ліззі, англ. Lizzy) — головна героїня роману Джейн Остін «Гордість і упередження». Елізабет Беннет, як правило, вважається однією з найбільш популярних і милих героїнь Остін, і одним з найпопулярніших жіночих образів у британській літературі.
Елізабет — друга з п'яти сестер. Вона і її сім'я живуть в маєтку Лонгборн, розташованому неподалік від містечка Мерітон, графство Гартфордшир.
Сюжет роману зосереджений на її спробах знайти любов і щастя в рамках обмежень і пристойності її суспільства, зокрема, що стосуються розвитку відносин із, здавалося б, гордим і холодним містером Дарсі.
На початку роману Елізабет 21 рік. Вона описується як приваблива і вихована дівчина, що відрізняється спостережливістю. Ліззі трохи грає на фортепіано. Найкраща подруга Елізи — Шарлотта Лукас (англ.Charlotte Lucas). Відносини між дівчатами дещо погіршилися, коли Шарлотта одружилася з кузеном і колишнім залицяльником Елізабет, дурнуватим і безглуздим містером Коллінзом (англ. Mr. Collins), але через деякий час Шарлотта і Ліззі знову стали близькими подругами.

## Образ в кіно та на телебаченні

### Кіно
| Рік  | Акторка        | Роль             | Фільм                           | Примітки |
| ---- | -------------- | ---------------- | ------------------------------- | --- |
| 1940 | Грір Гарсон    | Елізабет Беннет  | Гордість і упередження          | фільм 1940 року американського кінорежисера Роберта З. Леонарда, за мотивами однойменного роману Джейн Остін. |
| 2001 | Рене Зеллвегер | Бріджіт Джонс    | Щоденник Бріджит Джонс          | Екранізація однойменного роману Гелен Філдінґ. Роман є вільною версією «Гордості і упередження», а Елізабет Беннет і Фіцвільям Дарсі виступають прототипами для Бріджит Джонс і Марка Дарсі .                             |
| 2003 | Кем Гескін     | Елізабет Беннет  | Гордість і упередження          | Сучасна адаптація роману. |
| 2004 | Айшварія Рай   | Лаліта Бакші     | Наречена і забобони             | Адаптація в стилі Боллівуду. |
| 2004 | Рене Зеллвегер | Бріджіт Джонс    | Бріджит Джонс: Межі розумного   | Сиквел до фільму «Щоденник Бріджит Джонс» (за мотивами роману Джейн Остін «Переконання») |
| 2005 | Кіра Найтлі    | Елізабет Беннет  | Гордість і упередження          | Екранізація однойменного роману англійської письменниці Джейн Остін. Номіновано на премію Британської кіноакадемії «BAFTA» у п'ятьох категоріях. Одержав премію «BAFTA» в категорії «найкращий дебют» (режисер Джо Райт). |
| 2016 | Лілі Джеймс    | Elizabeth Bennet | Гордість і упередження та зомбі | Пародія роману «Гордість і упередження» Сета Ґрема-Сміта. |

### Телесеріали і ТВ-шоу
| Рік  | Акторка               | Роль                  | Телесеріал / ТВ-шоу             | Примітки |
| ---- | --------------------- | --------------------- | ------------------------------- | --- |
| 1938 | Кюрґвен Люїс          | Елізабет Беннет       | Гордість і упередження          | |
| 1949 | Медж Еванс            | Елізабет Беннет       | The Philco Television Playhouse | Сезон 1, епізод 17 — «Гордість і упередження» |
| 1952 | Дафна Слейтер         | Елізабет Беннет       | Гордість і упередження          | ТБ міні-серіал |
| 1957 | Вірна Лізі            | Елізабет Беннет       | Orgoglio e pregiudizio          | Італійська екранізація |
| 1958 | Джейн Даунс           | Елізабет Беннет       | Гордість і упередження          | ТБ міні-серіал |
| 1958 | Кей Гоутрі            | Елізабет Беннет       | General Motors Theatre          | Епізод «Гордість і упередження» |
| 1961 | Lies Franken          | Елізабет Беннет       | De vier dochters Bennet         | Данська екранізація |
| 1967 | Селія Баннерман       | Елізабет Беннет       | Гордість і упередження          | Телесеріал |
| 1980 | Елізабет Ґарві        | Елізабет Беннет       | Гордість і упередження          | Телесеріал |
| 1995 | Дженніфер Елі         | Елізабет Беннет       | Гордість і упередження          | Премія BAFTA-TV — «Найкраща ТВ-акторка» |
| 1995 | В титрах не зазначена | В титрах не зазначена | Wishbone                        | Сезон 1, епізод 25 — «Furst Impressions» |
| 1997 | Джулія Ллойд          | Елізабет Беннет       | Червоний карлик                 | Сезон 7, епізод 6 — Beyond a Joke |
| 2001 | Лорен Том             | Елізабет Беннет       | Футурама                        | Сезон 3, епізод 7 — «The Day the Earth Stood Stupid» |
| 2008 | Джемма Артертон       | Елізабет Беннет       | Ожила книга Джейн Остін         | Адаптація «Гордість і упередження» в жанрі фантастики |
| 2012 | Ешлі Клементс         | Ліззі Беннет          | The Lizzie Bennet Diaries       | |
| 2013 | Анна Максвелл Мартін  | Елізабет Дарсі        | Смерть приходить в Пемберлі     | Британський телесеріал, за мотивами однойменного роману Філліс Дороті Джеймс. Написаний у стилі детектива, роман є продовженням знаменитого роману Джейн Остін «Гордість і упередження». |